# Harlaxton
Harlaxton – wieś w Anglii, w hrabstwie Lincolnshire, w dystrykcie South Kesteven. Leży 40 km na południe od Lincoln i 158 km na północ od Londynu.
Miejscowość liczy 705 mieszkańców.